# Ivo Vazgeč
Ivo Vazgeč, född 6 februari 1986, är en Bosnien-född svensk före detta fotbollsmålvakt med bosnienkroatiskt härkomst.

## Karriär
Vazgeč började som åttaåring spela tennis, men valde senare att satsa på fotbollen. Han började som utespelare när han var 14 år i Nässjö FF men valde sedan att bli målvakt. Han spelade för Nässjö i 3-4 år innan han bytte klubb till Jönköpings Södra IF som han debuterade i A-laget för som 18-åring. 
2007 lämnade han Jönköping för grekiska AE Larissa. Han spelade inga matcher för klubben och lämnade samma år för danska AaB Aalborg. Det blev inga matcher heller för den danska klubben och 2008 återvände han till Sverige och Assyriska FF. Han spelade ett år för Assyriska innan han lämnade för IFK Norrköping där han även stannade i enbart ett år. Vazgeč lämnade återigen Sverige 2009, denna gången för polska Śląsk Wrocław där han stannade i två år. 2011 spelade han återigen för Jönköpings Södra, vilka han lämnade samma år för Landskrona BoIS. I maj 2013 skrev han på för IF Brommapojkarna. Inför säsongen 2014 förlängdes kontraktet med Brommapojkarna med ett år. Efter säsongen 2014 lämnade han BP.
I mars 2016 blev han klar för Husqvarna FF i division ett södra. Kontrakt fram till sommaren 2016. I december 2016 återvände Vazgeč till Landskrona BoIS. I juni 2018 värvades han av Assyriska FF. Efter att inte spelat sedan 2018 gjorde Vazgeč i augusti 2021 comeback då han skrev på för Assyriska IK i Ettan Södra.
Vazgeč har spelat en match för det svenska U21-landslaget.

## Privatliv
Vazgeč föddes i Bosnien-Hercegovina men flyttade till Sverige när han var sju år gammal. Han växte upp i Nässjö i Småland. Han har en lillebror och två äldre systrar.